# Jutjärn (naturreservat)
Jutjärn är ett naturreservat i Rättviks kommun i Dalarnas län.
Området är naturskyddat sedan 2017 och är 57 hektar stort. Reservatet består av våtmarker kring Jutjärnen i nordväst av ängar. och skog.